# Edoardo Francesco De Betta
Pour les articles homonymes, voir Betta (homonymie).
 (janvier 2020).
Si vous disposez d'ouvrages ou d'articles de référence ou si vous connaissez des sites web de qualité traitant du thème abordé ici, merci de compléter l'article en donnant les références utiles à sa vérifiabilité et en les liant à la section « Notes et références ».
Edoardo Francesco De Betta est un noble et un naturaliste italien, né le 6 avril 1822 à Malgolo, dans le Trentin et mort le 4 novembre 1896 à Marcellise (San Martino Buon Albergo, Vérone).

## Biographie
Sa famille est originaire de la Galice et s’installe en Italie vers 1100. Passionné très jeune par l’histoire naturelle, son père l’oblige à étudier le droit. Il étudie d’abord à Milan puis à l’université de Pavie où il est diplômé en 1844 et obtient la licence de droit.
De retour à Milan, il travaille dans les tribunaux de Milan. La mort de son cousin, Teresa De Betta, en février 1848, lui laisse une fortune en héritage. Celle-ci lui permet d’abandonner aussitôt cette carrière imposée pour se consacrer à ses vraies amours. De 1848 à 1853, il étudie la faune et l’archéologie du haut Adige, le Trentin et la Vénétie occidentale.
Il épouse en 1849, Maria De Jnama de Campostellato, fille de la comtesse Carlotta Martini de Calliano. Au début des années 1850, De Betta commence à s’intéresser à la vie politique et patriotique de sa région. Il devient conseiller municipal en 1854, fonction qu’il occupe jusqu’en 1863, puis de 1867 à 1891. Il participe, en 1857, au projet de fondation d’une association agricole qui, sous couvert de soutien au agriculteurs, visait en réalité à diffuser une propagande critique aux Habsbourg. Le pouvoir autrichien ordonnant à la police une étroite surveillance des activités de cette société, cela oblige les fondateurs à créer une autre société, Ibis, dédiée aux études scientifiques et littéraires. En 1865, il est élu à Vérone et représente, l’année suivante, la province de Vénétie auprès de l’Empire austro-hongrois.
De Betta est l’auteur de travaux très importants en zoologie et il s’intéresse à des sujets variés (entomologie, herpétologie, ichtyologie, malacologie, ornithologie, ainsi qu’à la tératologie). De 1852 à 1890, il est l’auteur de 56 publications scientifiques, dont 48 sont consacrées à la faune. Ses collections sont conservées au Museo civico di Storia Naturale.